# Sirač
Pour les articles homonymes, voir Sirac.
Sirač est un village et une municipalité située dans le comitat de Bjelovar-Bilogora, en Croatie. Au recensement de 2001, la municipalité comptait 2 546 habitants, dont 71,37 % de Croates, 14,26 % de Serbes et 10,21 % de Tchèques ; le village seul comptait 1 606 habitants.

## Localités
La municipalité de Sirač compte 9 localités :
- Barica
- Bijela
- Donji Borki
- Gornji Borki
- Kip
- Miljanovac
- Pakrani
- Šibovac
- Sirač